# 上海东方广播电台
上海东方广播电台，是中华人民共和国上海市的一个地方广播电台，应浦东开发开放政策于1992年10月28日开播，以“立足浦东、服务上海、面向全国、走向世界”为办台方针。2001年上海文廣新聞傳媒集團（现上海广播电视台）成立时，原上海人民廣播電臺和上海東方廣播電台实行合併，各广播频率独立运作，至此，上海东方广播电台已“名存实亡”。
東方廣播電台的节目，突出信息性、服务性与参与性，以信息密集的特色而赢得听众的欢迎。除新闻节目外，東方廣播電台也开办了很多知名节目，如《上海潮》、《东方大哥大》、《夜鹰热线》、《相伴到黎明》、《限时专送》、《天天点播》、《东方大世界》、《健康乐园》、《你我同行》等，也开设了热线电话，方便听众参与节目。此外，东方广播电台也开办了流行歌曲排行榜——东方风云榜。

## 历史
1992年，上海市广播电视局（现上海市文化广播影视管理局）为适应浦东开发的新形势，决定在浦东新区设立具有独立法人资格的广播电台、电视台。同年8月15日，广播电影电视部批复同意成立上海东方广播电台，台名由前中共中央总书记江泽民题写。9月24日，上海东方广播电台挂牌仪式在格林邮船大楼举行；10月28日5时55分，上海东方广播电台792千赫和101.7兆赫同时开播，其中792千赫播出新闻、综合类节目（现长三角之声），101.7兆赫播出音乐类节目（现动感101）。
1993年10月28日，东方电台增设101.7副信道，为少儿节目专用频率，为各种年龄层次小朋友服务。
1994年10月28日，东方电台和上海有线电视台联合创办的有线音乐频道开播，上海有线电视台提供频道资源，东方电台负责频道策划、节目制作和运营。
1995年3月29日，东方电台金融台开播。
1996年10月，东方电台由格林邮船大楼迁入上海广播大厦。
1997年3月26日，东方电台金融台呼号更改为东方电台金融频率。
1998年，东方电台定为相当于副局级单位。
2001年8月，东方电台划入上海文广新闻传媒集团。
2002年7月15日，上海文广集团对下属10套广播频率实施专业化改革并启用新呼号，其中使用“上海东方广播电台”呼号播出的有新闻综合、金色、财经、流行音乐、综合音乐5个频率（浦江之声广播与财经频率同频率播出）。
2003年6月，中共上海市委、上海市人民政府发文，撤销东方电台建制，保留“上海东方广播电台”播出呼号。直至2010年4月1日，上海广播电视台各广播频率统一使用“上海人民广播电台XX广播”呼号，原“上海东方广播电台”呼号停止使用。

## 1992-2003年东方电台主要领导
| 起任年月  | 姓名   | 职务                           |
| --------- | ------ | ------------------------------ |
| 1992年8月 | 陈圣来 | 东方电台台长                   |
| 1993年7月 | 赵凯   | 东方电台党总支书记             |
| 1994年7月 | 尤纪泰 | 东方电台党总支书记             |
| 1996年9月 | 尤纪泰 | 东方电台党委书记               |
| 2000年4月 | 李瑞祥 | 东方电台党委书记               |
| 2000年4月 | 陈乾年 | 东方电台常务副台长（主持工作） |